# Hannah Callowhill Penn
Hannah Callowhill Penn (11 février 1671 - 20 décembre 1726) est la seconde femme du fondateur de la Pennsylvanie William Penn ; elle administra la Pennsylvanie six années durant la maladie de son mari puis huit autres années après la mort de celui-ci. Tous deux recevront à titre posthume la distinction de citoyens d'honneur des États-Unis d'Amérique en 1984.

## Biographie
Fille de Thomas Callowhill, elle est née à Bristol, en Angleterre. Elle épousa William Penn le 5 mars 1696 à l'âge de 24 ans, alors qu'il en avait 52. Elle était enceinte du second de leurs enfants quand le couple embarqua pour une traversée de trois mois vers l'Amérique en 1699.

## Enfants
- John (« The American »), 1699-1746
- Thomas, 1702-1775
- Hannah Margarita, 1703-1707
- Margaret, 1704-1750
- Richard, 1706-1771
- Dennis, 1707-1722
- Hannah, 1708-1709